# Nesbygda
Nesbygda är en tätort i Drammens kommun i Buskerud fylke i sydöstra Norge. Orten ligger vid fylkesväg 319, på västra sidan av Drammensfjorden. Här finns Nesbygda kyrka.
Tidigare har orten tillhört dåvarande Strømms kommun, därefter dåvarande Svelviks kommun i Vestfold fylke.